# 謝爾博韋齊
48°48′28″N 22°57′27″E / 48.80778°N 22.95750°E

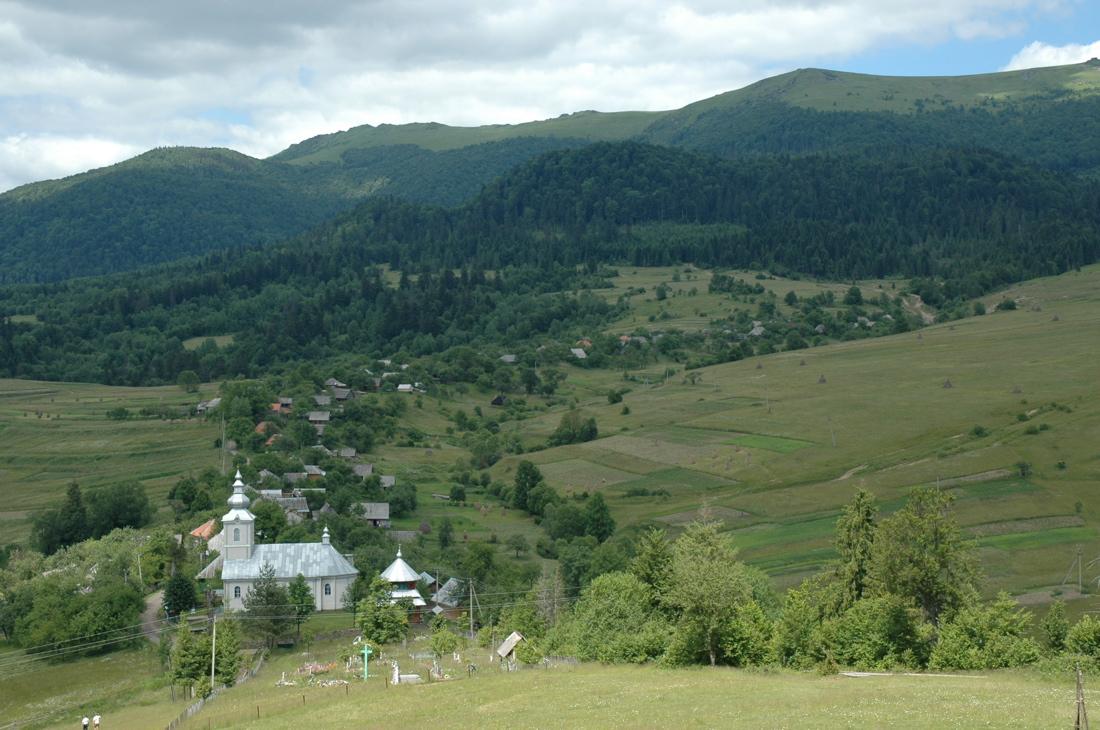

謝爾博韋齊（烏克蘭語：Щербовець），是烏克蘭西部的村莊，隸屬外喀爾巴阡州的穆卡切沃區。該村始建於1949年，面積0.93平方公里，海拔高度556米，2001年人口251，人口密度每平方公里269.31人。